# Amtsgericht Hamburg-Harburg

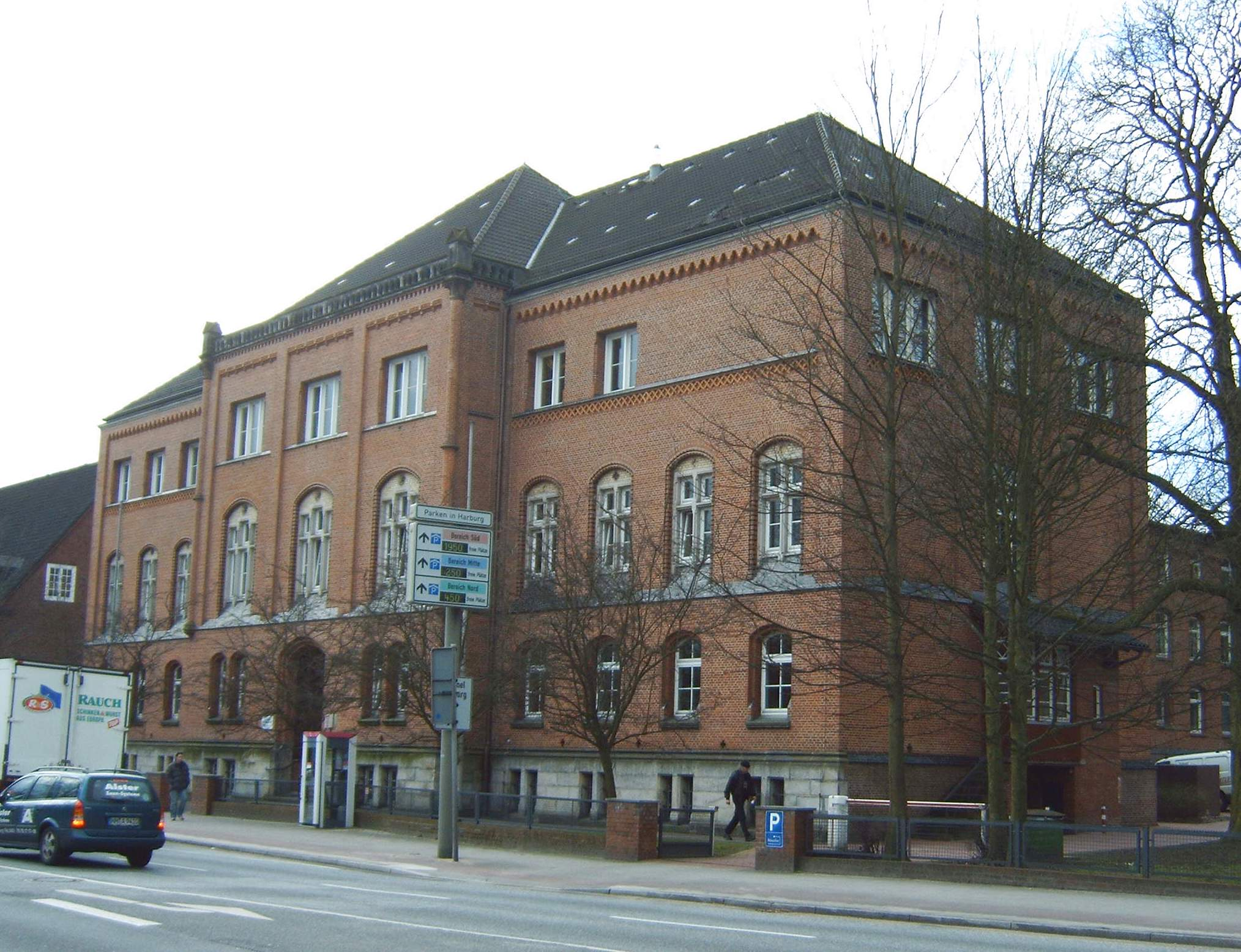
Gebäude des Gerichts

Das Amtsgericht Hamburg-Harburg (bis 1927 Amtsgericht Harburg, 1927 bis 1937: Amtsgericht Harburg-Wilhelmsburg) ist ein Gericht der ordentlichen Gerichtsbarkeit und eines von acht Amtsgerichten der Freien und Hansestadt Hamburg.
Das Amtsgericht Hamburg-Harburg ist Landwirtschaftsgericht für den Bezirk des Amtsgerichts Hamburg-Harburg.

## Gerichtsbezirk
Der Gerichtsbezirk umfasst die Hamburger Stadtteile südlich der Elbe, den Stadtteil Rothenburgsort und einen kleinen Teil des Stadtteils HafenCity.

## Übergeordnete Gerichte
Dem Amtsgericht Hamburg-Harburg ist das Landgericht Hamburg und diesem wiederum das Hanseatische Oberlandesgericht (in Hamburg) übergeordnet.

## Geschichte

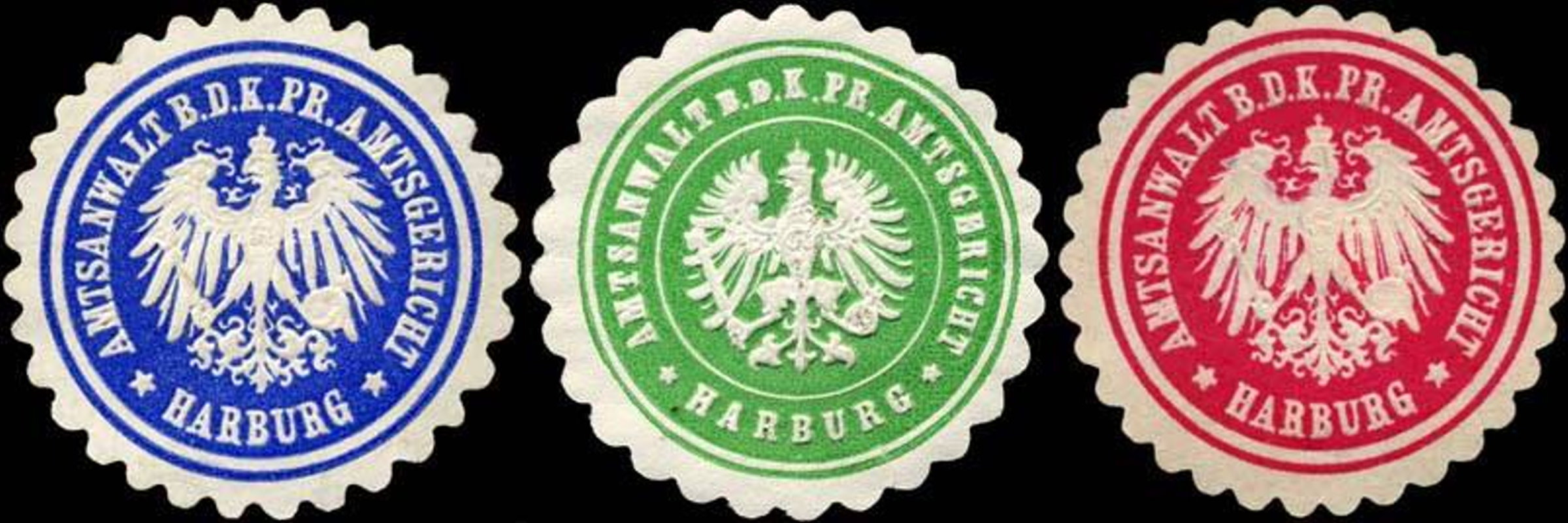
Siegelmarken des Kgl.-Preussischen Amtsgerichts Harburg

Nach der Revolution von 1848 wurde im Königreich Hannover die Rechtsprechung von der Verwaltung getrennt und die Patrimonialgerichtsbarkeit abgeschafft.
Das Amtsgericht wurde daraufhin mit der Verordnung vom 7. August 1852 die Bildung der Amtsgerichte und unteren Verwaltungsbehörden betreffend als königlich hannoversches Amtsgericht gegründet.
Es umfasste das Amt Harburg, Amt Hittfeld zu Harburg, Stadt Harburg und das Amt Wilhelmsburg.
Das Amtsgericht war dem Obergericht Lüneburg untergeordnet. Mit der Annexion Hannovers durch Preußen wurde es 1866 zu einem preußischen Amtsgericht in der Provinz Hannover.
Mit den Reichsjustizgesetzen wurde 1879 die Gerichtsorganisation reichsweit einheitlich geregelt. Das Amtsgericht Harburg blieb bestehen. Der Amtsgerichtsbezirk umfasste den Stadtbezirk Harburg und das Amt Harburg. Das Amtsgericht Harburg war eines von elf Amtsgerichten im Bezirk des Landgerichtes Stade im Gebiet des Oberlandesgerichtes Celle. Das Gericht hatte damals vier Richterstellen und war das größte Amtsgericht im Landgerichtsbezirk. Das Amtsgericht Harburg war Elbzollgericht.
1927 wurden der Stadtkreis Harburg und der Stadtkreis Wilhelmsburg zur Großstadt Harburg-Wilhelmsburg vereinigt. Entsprechend wurde der Sprengel und Name des Amtsgerichts angepasst und lautete nun Amtsgericht Harburg-Wilhelmsburg. 1937 wurde die Stadt im Rahmen des Groß-Hamburg-Gesetzes, ebenso wie einige Orte des umliegenden Landkreises Harburg, vom Land Preußen an Hamburg übertragen. Zuständiges Landgericht war danach das Landgericht Hamburg.

## Gebäude
Die Gebäude wurden in rotem Backstein mit sparsam eingesetzten neugotischen Elementen errichtet. Das Hauptgebäude Buxtehuder Straße 9 (Haus A) stammt aus dem Jahre 1874 und ist als denkmalgeschützter Bau unter der Nr. 27533 in der Denkmalliste. Neben dem Sitzungssaal 211 befindet sich eine Gedenktafel für Gefallene des Ersten Weltkriegs. Ein rückwärtiger Anbau hatte die Nummer 9a. Zurückgesetzt findet sich aus dem gleichen Jahr das Haus C mit der Adresse Buxtehuder Straße 11/11a (Denkmal-Nr. 27544). 1896 entstand das im Grundriss einem Schloss mit Turm ähnelnde Gebäude Bleicherweg 1 (Denkmal-Nr. 26262), das als Haus B bezeichnet wird. Zusammen mit dem benachbarten ehemaligen Hauptzollamt in der Buxtehuder Straße bilden die Gebäude das denkmalgeschützte Ensemble 31183.

## Bekannte Richter
An dem Amtsgericht war als Direktorin tätig
- Erika Andreß, Präsidentin des Hanseatischen Oberlandesgerichts
- Peter Winterstein, Richter ab 1981
- Jörn Feddersen, Richter ab 2002